# Ukrajna az Eurovíziós Dalfesztiválokon
Ukrajna eddig húsz alkalommal vett részt az Eurovíziós Dalfesztiválon.
Az ukrán műsorsugárzó a Szuszpilne (UA:PBC), amely elődje, az NTU 1993-ban lett tagja az Európai Műsorsugárzók Uniójának, és 2003-ban csatlakozott a versenyhez.
Ukrajna eddig három alkalommal, 2004-ben, 2016-ban és 2022-ben aratott győzelmet.

## Története

### Évről évre

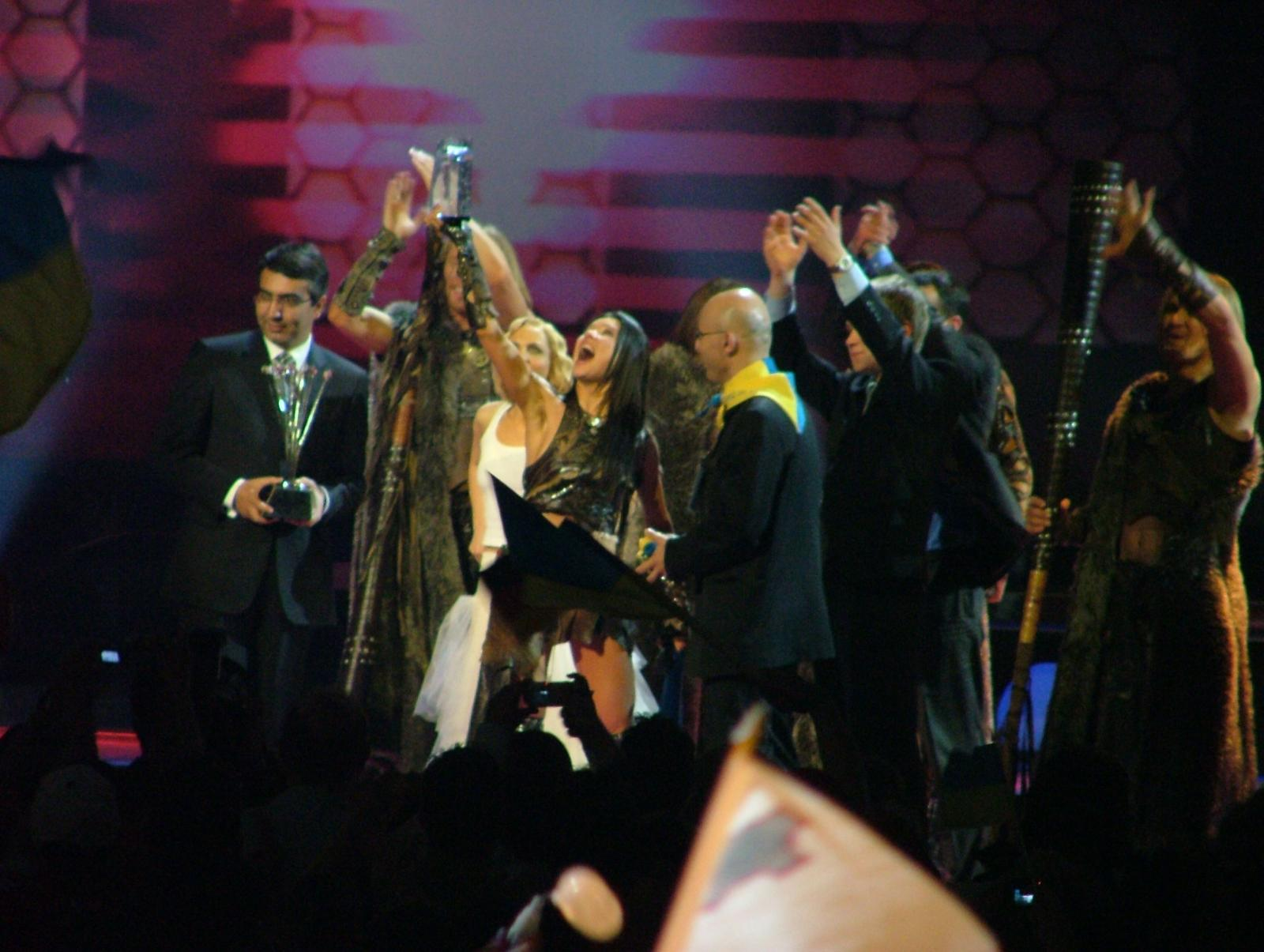
Ukrajna első győzelme 2004-ben

Ukrajna 2003-ban vett részt először az Eurovíziós Dalfesztiválon. Bár első alkalommal még csak a 14. helyen végeztek, már a második részvételük során nyerni tudtak, így a 2005-ös, ötvenedik versenynek Kijev adhatott otthont. A hazai rendezésű versenyen a 19. helyen zártak. 2006-ban újra a legjobbak közt végeztek, hetedikek lettek. A következő évben a nőimitátor Verka Serduchkával, majd Ani Lorakkal állhattak fel újra a dobogóra, mindkétszer ezüstérmesek lettek. 2009-ben a döntőben 12. helyet szerezték meg.

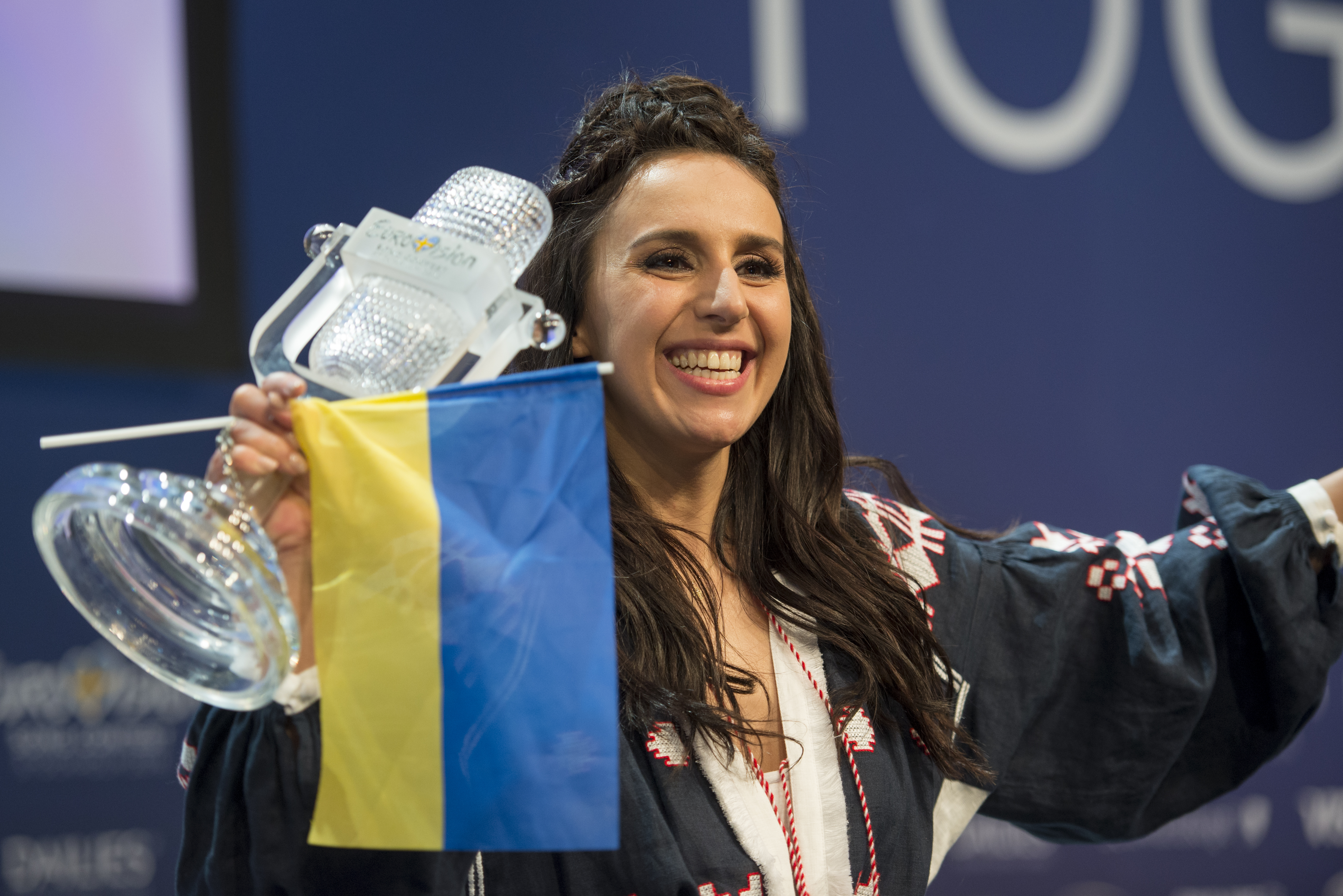
Jamala, a 2016-os dalfesztivál győztese a döntő utáni sajtótájékoztatón.

A következő két évben ismét a legjobb tíz között végeztek, 2010-ben pont tizedikek lettek, egy évvel később pedig negyedikek. 2012-ben ezúttal 15.-ek lettek, 2013-ban pedig az elődöntőben és a döntőben is bronzérmesek lettek, így a dobogó összes fokozatán állhattak már. 2014-ben újabb szép eredménnyel zárták a versenyt, Magyarország mögött, hatodikként végeztek. 2015-ben úgy döntött az ukrán televízió, hogy anyagi okokból visszalép a versenytől. 2016-ban visszatértek, és Jamalának köszönhetően megszerezték második győzelmüket. A 2017-es, hazai rendezésű versenyen azonban a 24. helyen végeztek - ez az ország eddigi legrosszabb eredménye. 2018-ban 17. helyezettek lettek a döntőben. 2019-ben visszaléptek a versenytől a nemzeti döntő alatt kialakult konfliktus miatt.
2020-ban a Go A képviselte volna az országot, azonban március 18-án az Európai Műsorsugárzók Uniója bejelentette, hogy 2020-ban nem tudják megrendezni a versenyt a COVID–19-koronavírus-világjárvány miatt. Az ukrán műsorsugárzó jóvoltából az együttes végül újabb lehetőséget kapott az ország képviseletére a következő évben. 2021-ben az elődöntőből második helyezettként sikeresen továbbjutottak a döntőbe, ahol az ötödik helyen végeztek. 2022-ben a siker folytatódott annak ellenére, hogy a dalfesztivál ideje alatt is háború volt az országban. Ukrajna a Kalush Orchestrának köszönhetően megszerezte harmadik győzelmét. Versenydaluk, a Stefania 631 pontot gyűjtött össze (192-t a szakmai zsűritől, 439-et a nézői szavazáson). 2023-ban a TVORCHI képviselte az országot, akik hatodik helyzettel lettek. A következő évben Alyona Alyona és Jerry Heil harmadikok lettek, míg 2025-ben kilencedik helyen zárta a versenyt az ország.
Ukrajna Luxemburggal közösen az egyetlen ország, amely mindig továbbjutott az elődöntőkből. Eddigi részvételeik során összesen tízszer végeztek a legjobb tíz között, így az utóbbi évek egyik legsikeresebb országa, továbbá az egyetlen ország, amelyik az ezredfordulót követően mindegyik évtizedben győzni tudott legalább egyszer.

### Nyelvhasználat
A nyelvhasználatot korlátozó szabály 1999-ig volt érvényben, vagyis Ukrajna 2003-as debütálásakor már szabadon megválaszthatták az indulók, hogy milyen nyelvű dallal neveznek.
Ukrajna eddigi húsz versenydalából kettő ukrán nyelven, tizenegy angol nyelven, hét kevert nyelven: öt ukrán és angol, egy ukrán és krími tatár egy pedig ukrán, angol és német kevert nyelven hangzott el.

### Nemzeti döntő

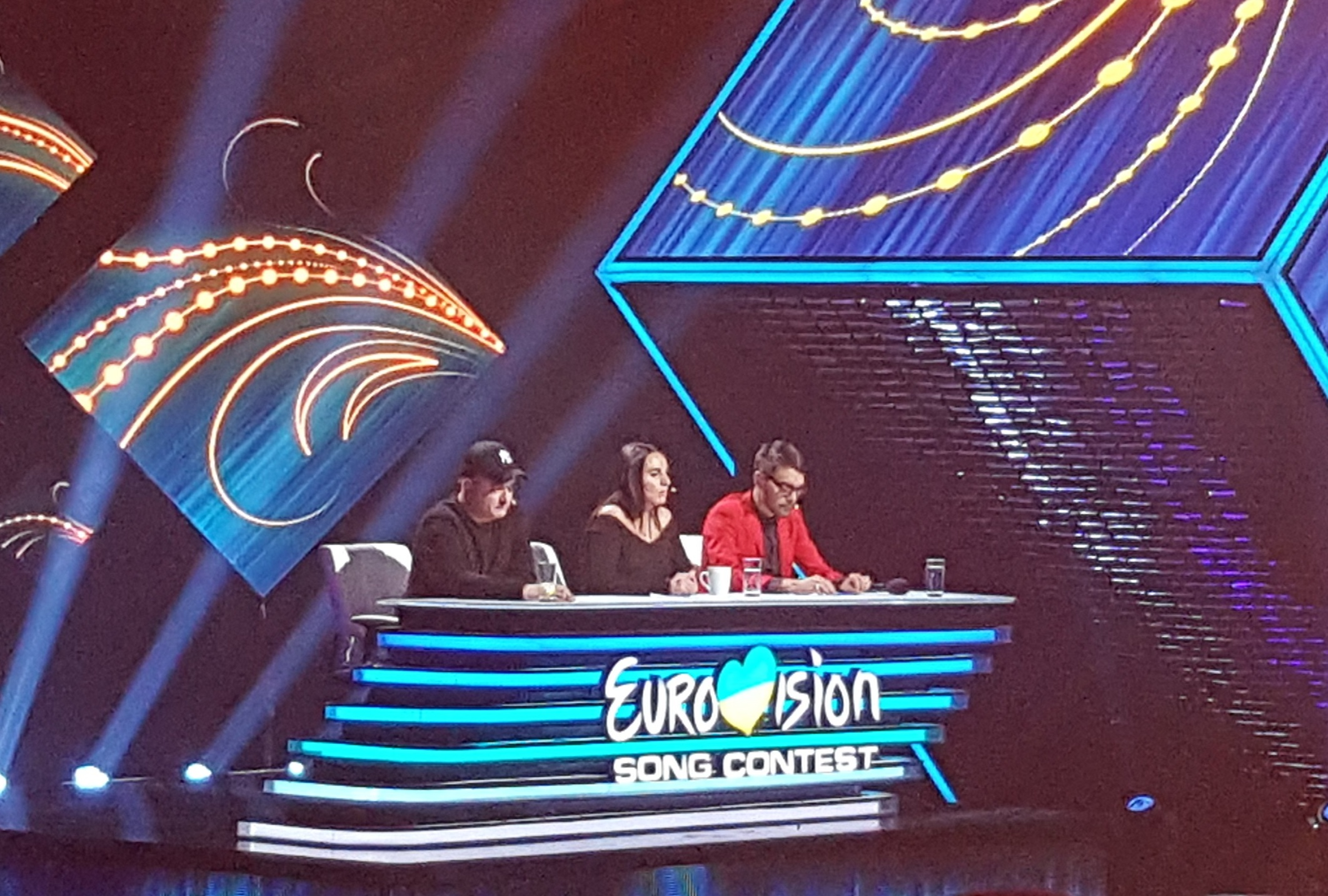
A 2018-as nemzeti döntő zsűrije.

Az első két indulót az ukrán tévé kérte fel a feladatra, azóta azonban minden évben tartottak nemzeti döntőt.
2005-ben a hazai induló kiválasztására egy nagyszabású nemzeti döntőt rendeztek. A válogató négy hónapon át tartott, és a döntőt tizenöt elődöntő előzte meg. A tizenkilenc döntős közül a nézők választották ki a győztest, telefonos szavazás segítségével.
2006-ban egy lényegesen kisebb selejtező mellett döntöttek, három előadó közül a zsűri és a nézők közösen választottak. 2007-ben, 2009-ben és 2010-ben hasonló lebonyolítású nemzeti döntőt rendeztek több előadó részvételével. 2008-ban egy előadó énekelt több dalt, és azok közül választották ki az indulót. Eredetileg 2010-ben is egy előadó, Vaszil Lazarovics részvételével rendezték a nemzeti válogatót, de az ukrán tévét ért kritika miatt egy új döntőt írtak ki, ekkor már húsz előadó részvételével.
Ukrajnában nem alakult ki hagyományos, minden évben megrendezett nemzeti válogató. Az ukrán induló kilétét vagy nemzeti döntő segítségével, vagy nemzeti döntő nélküli belső kiválasztással döntötték el. A legújabb nemzeti döntőjük a Vidbir nevet viseli, amely 2016 óta szolgál az ország eurovíziós előadójának és dalának megtalálásához a 2021-es év kihagyásával, amikor a 2020-as képviselőjük új lehetőséget kapott a műsorszolgáltatótól, miután elmaradt a verseny a Covid19-pandémia miatt. 2022-től ismét ezzel a műsorral választják ki dalukat a versenyre.

## Résztvevők
| Év   | Előadó                     | Dal                                 | Magyar fordítás                        | Döntő              | Pontszám           | Elődöntő             | Pontszám             |
| ---- | -------------------------- | ----------------------------------- | -------------------------------------- | ------------------ | ------------------ | -------------------- | -------------------- |
| 2003 | Alexander Ponomaryov       | Hasta la Vista                      | Viszlát                                | 14.                | 30                 | Nem volt elődöntő    | Nem volt elődöntő    |
| 2004 | Ruslana                    | Wild Dances                         | Vad táncok                             | 1.                 | 280                | 2.                   | 256                  |
| 2005 | GreenJolly                 | Razom nas bahato                    | Együtt sokan vagyunk                   | 19.                | 30                 | Automatikusan döntős | Automatikusan döntős |
| 2006 | Tina Karol                 | Show Me Your Love                   | Mutasd ki szerelmedet                  | 7.                 | 145                | 7.                   | 146                  |
| 2007 | Verka Serdhuchka           | Dancing Lasha Tumbai                | Táncolás                               | 2.                 | 235                | Automatikusan döntős | Automatikusan döntős |
| 2008 | Ani Lorak                  | Shady Lady                          | Gyanús hölgy                           | 2.                 | 230                | 1.                   | 152                  |
| 2009 | Svetlana Loboda            | Be My Valentine! (Anti-Crisis Girl) | Légy a szerelmem! (Válságellenes lány) | 12.                | 76                 | 6.                   | 80                   |
| 2010 | Alyosha                    | Sweet People                        | Kedves emberek                         | 10.                | 108                | 7.                   | 77                   |
| 2011 | Mika Newton                | Angel                               | Angyal                                 | 4.                 | 159                | 6.                   | 81                   |
| 2012 | Gaitana                    | Be My Guest                         | Légy a vendégem!                       | 15.                | 65                 | 8.                   | 64                   |
| 2013 | Zlata Ognevich             | Gravity                             | Gravitáció                             | 3.                 | 214                | 3.                   | 140                  |
| 2014 | Mariya Yaremchuk           | Tick-Tock                           | Tik-tak                                | 6.                 | 113                | 5.                   | 118                  |
|      |                            |                                     |                                        |                    |                    |                      |                      |
| 2016 | Jamala                     | 1944                                | —                                      | 1.                 | 534                | 2.                   | 287                  |
| 2017 | O.Torvald                  | Time                                | Idő                                    | 24.                | 36                 | Automatikusan döntős | Automatikusan döntős |
| 2018 | Mélovin                    | Under the Ladder                    | A létra alatt                          | 17.                | 130                | 6.                   | 179                  |
|      |                            |                                     |                                        |                    |                    |                      |                      |
| 2020 | Go A                       | Solovey                             | Csalogány                              | Elmaradt a verseny | Elmaradt a verseny | Elmaradt a verseny   | Elmaradt a verseny   |
| 2021 | Go A                       | Shum                                | —                                      | 5.                 | 364                | 2.                   | 267                  |
| 2022 | Kalush Orchestra           | Stefania                            | Stefánia                               | 1.                 | 631                | 1.                   | 337                  |
| 2023 | Tvorchi                    | Heart of Steel                      | Acélszívű                              | 6.                 | 243                | Automatikusan döntős | Automatikusan döntős |
| 2024 | Alyona Alyona & Jerry Heil | Teresa & Maria                      | Terézia és Mária                       | 3.                 | 453                | 2.                   | 173                  |
| 2025 | Ziferblat                  | Bird of Pray                        | Imádság madara                         | 9.                 | 218                | 1.                   | 137                  |

### Visszaléptetett indulók
| Év   | Előadó           | Dal                            | Magyar fordítás           |
| ---- | ---------------- | ------------------------------ | ------------------------- |
| 2010 | Vasil Lazarovich | I Love You…                    | Szeretlek                 |
| 2010 | Alyosha          | To Be Free                     | Szabadon                  |
| 2019 | Maruv            | Siren Song                     | Szirén dal                |
| 2022 | Alina Pash       | Shadows of Forgotten Ancestors | Elfelejtett ősök árnyékai |

## Szavazástörténet

### 2003–2025
| Hely | Ország           | Pont |
| ---- | ---------------- | ---- |
| 1.   | Fehéroroszország | 105  |
| 2.   | Litvánia         | 81   |
| 3.   | Lengyelország    | 69   |
| 4.   | Horvátország     | 69   |
| 5.   | Grúzia           | 66   |
| 6.   | Moldova          | 66   |
| 7.   | Norvégia         | 62   |
| 8.   | Hollandia        | 53   |
| 9.   | Ausztrália       | 50   |
| 10.  | Svédország       | 47   |

| Hely | Ország           | Pont |
| ---- | ---------------- | ---- |
| 1.   | Litvánia         | 132  |
| 2.   | Moldova          | 95   |
| 3.   | Lettország       | 92   |
| 4.   | Szlovénia        | 92   |
| 5.   | Fehéroroszország | 89   |
| 6.   | Portugália       | 86   |
| 7.   | Olaszország      | 86   |
| 8.   | Ciprus           | 83   |
| 9.   | Horvátország     | 79   |
| 10.  | Lengyelország    | 75   |

Ukrajna még sosem adott pontot az elődöntőben a következő országoknak: Andorra, Csehország és Monaco.
Ukrajna mindegyik országtól kapott legalább egy pontot az elődöntőkben.
| Hely | Ország        | Pont |
| ---- | ------------- | ---- |
| 1.   | Oroszország   | 120  |
| 2.   | Azerbajdzsán  | 99   |
| 3.   | Moldova       | 83   |
| 4.   | Svédország    | 83   |
| 5.   | Litvánia      | 81   |
| 6.   | Norvégia      | 61   |
| 7.   | Lengyelország | 61   |
| 8.   | Svájc         | 57   |
| 9.   | Izrael        | 56   |
| 10.  | Örményország  | 54   |

| Hely    | Ország       | Pont          |     |
| ------- | ------------ | ------------- | --- |
| 1.      | 2.           | Lengyelország | 202 |
| Moldova | 193          |               |     |
| 3.      | Izrael       | 183           |     |
| 4.      | Lettország   | 168           |     |
| 5.      | Grúzia       | 165           |     |
| 6.      | Litvánia     | 165           |     |
| 7.      | Azerbajdzsán | 160           |     |
| 8.      | Portugália   | 152           |     |
| 9.      | Csehország   | 142           |     |
| 10.     | Észtország   | 130           |     |

Ukrajna még sosem adott pontot a döntőben a következő országoknak: Albánia, Montenegró és San Marino.
Ukrajna mindegyik országtól kapott legalább egy pontot a döntőkben.

## Rendezések

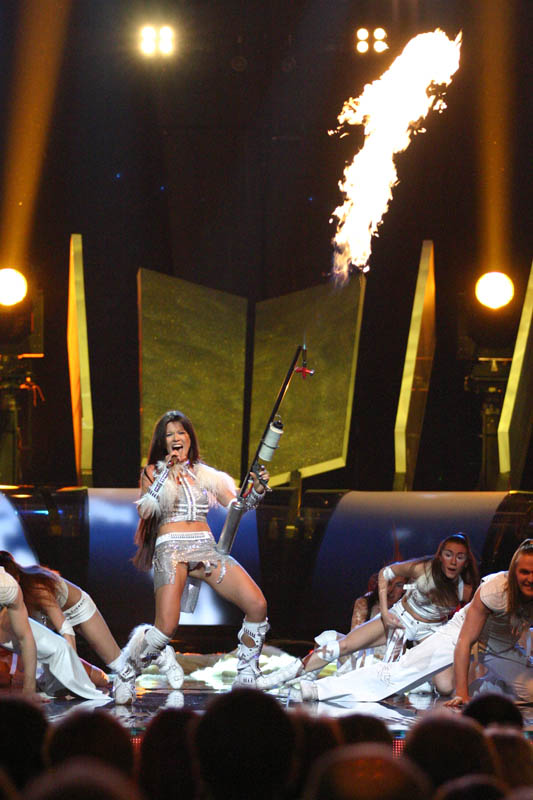
Ruslana a 2005-ös dalfesztivál döntőjében.

Ukrajna eddig kétszer rendezte a dalfesztivált, mindkét alkalommal győzelmüket követő évben, 2005-ben és 2017-ben. Mindkét évben az ország fővárosa, Kijev, adott otthont a dalfesztiválnak. Érdekesség, hogy a Junior Eurovíziós Dalfesztivált is kétszer rendezte Ukrajna, mindkét esetben Kijevben.
2005-ben a Kijevi Sportpalotában tartották az eseményt, amelynek kapacitása körülbelül 5000 néző befogadására volt képes. A verseny elődöntőjét 2005. május 19-én, a döntőjét pedig május 21-én tartották, az est házigazdái Maria Efrosinina és Pavlo Shylko voltak. Az esemény mottója az Awakening (magyarul: Felébredés), amely Európának bemutatkozni kész ország és a város ébredését szimbolizálta. Emellett tükrözte az ország akkori politikai helyzetét is, hiszen 2004 novembere és 2005 januárja között a Narancsos forradalom politikai eseménysorozat zajlott Ukrajnában, amely a 2004-es ukrajnai elnökválasztáson elkövetett csalások miatt indult el. Ez volt az első olyan dalfesztivál, ahol 16:9 felbontást alkalmaztak.

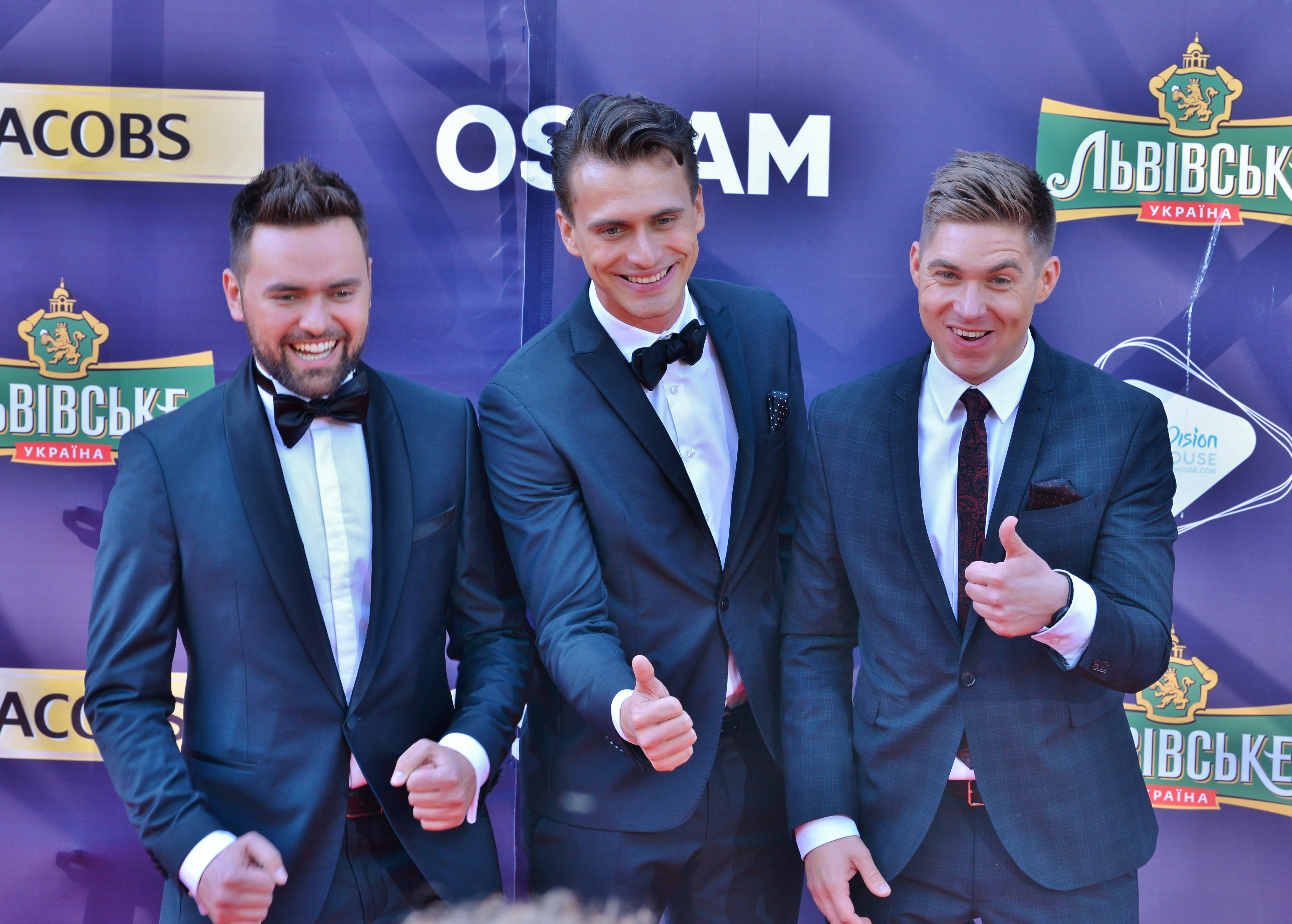
A 2017-es verseny műsorvezetői.

2017-ben hosszas várakozás, halasztások és bonyodalmak után végül ismét Kijevre esett a választás. Összesen hat város volt versenyben a rendezésért, amit végül ennek felére csökkentettek. Az utolsó fordulóban Kijev mellett Dnyipro és Odessza szerepelt, előbbinél visszavonták a pályázatot, utóbbinál pedig nem volt megfelelő a helyszín a rendezésre. A végső helyszín a 14 000 férőhelyes Nemzetközi Kiállítási Központ lett. A dalfesztivál mottója a Celebrate Diversity (magyarul: Ünnepeljük a sokszínűséget) lett, a logó pedig egy hagyományos ukrán gyöngy nyaklánc köré épült fel, ami különböző gyöngyökből áll és mindegyik saját tervezésű, ezzel ünnepli a sokszínűséget és az egyéniséget. Az ékszer eredeti neve Namysto, ami védő amulett is, valamint a szépség és az egészség szimbóluma. A dalfesztivál elődöntőire 2017. május 9-én és 11-én került sor, míg a döntőt május 13-án tartották. Az adások műsorvezetői Olekszandr Szkicsko, Volodimir Osztapcsuk és Timur Miroshnychenko voltak (utóbbi leginkábba a green room-ban). Ez volt az első alkalom, hogy három férfi házigazdája volt a rendezvénynek, valamint az 1956-os dalfesztivál óta a második alkalom, hogy nem volt női műsorvezető.
2022-ben harmadjára nyert Eurovíziós Dalfesztivált Ukrajna, azonban 2022-es ukrajnai orosz invázió miatt az ország nem volt alkalmas a következő évi esemény megrendezésére. 2022. július 25-én vált hivatalossá, hogy a 2023-as Eurovíziós Dalfesztiválnak az Egyesült Királyság ad otthont, majd október 7-én jelentették be, hogy Liverpoolban rendezik a versenyt Ukrajna tiszteletére, így a hivatalos logó közepében található szívben is az ukrán zászló jelent meg. Utoljára 1980-ban fordult elő, hogy a versenynek nem az előző évben győztes ország adott otthont.
| Év   | Város          | Helyszín                      | Műsorvezető(k)                                                  |
| ---- | -------------- | ----------------------------- | --------------------------------------------------------------- |
| 2005 | Ukrajna, Kijev | Kijevi Sportpalota            | Maria Efrosinina, Pavlo Shylko                                  |
| 2017 | Ukrajna, Kijev | Nemzetközi Kiállítási Központ | Olekszandr Szkicsko, Volodimir Osztapcsuk, Timur Miroshnychenko |

## Háttér
| Év   | Rendező    | UA:PBC kommentátor | STB kommentátor | Rádiós kommentátor                                   | Pontbejelentő     |
| ---- | ---------- | --- | --------------- | ---------------------------------------------------- | ----------------- |
| 2002 | Tallinn    | Pavlo Shylko és Mariya Orlova                                                                                         | Nem volt        | Nem volt                                             | Nem vettek részt  |
| 2003 | Riga       | Pavlo Shylko és Dmytro Kryzhanivskyi                                                                                  | Nem volt        | Nem volt                                             | Lyudmyla Hariv    |
| 2004 | Isztambul  | Rodion Pryntsevsky | Nem volt        | Nem volt                                             | Pavlo Shylko      |
| 2005 | Kijev      | Yaroslav Chornenkyi                                                                                                   | Nem volt        | Galyna Babiy                                         | Maria Orlova      |
| 2006 | Athén      | Pavlo Shylko | Nem volt        | Nem volt                                             | Igor Posypaiko    |
| 2007 | Helsinki   | Timur Miroshnychenko                                                                                                  | Nem volt        | Nem volt                                             | Kateryna Osadcha  |
| 2008 | Belgrád    | Timur Miroshnychenko                                                                                                  | Nem volt        | Nem volt                                             | Kateryna Osadcha  |
| 2009 | Moszkva    | Timur Miroshnychenko                                                                                                  | Nem volt        | Nem volt                                             | Kateryna Osadcha  |
| 2010 | Oslo       | Timur Miroshnychenko                                                                                                  | Nem volt        | Nem volt                                             | Iryna Zhuravska   |
| 2011 | Düsseldorf | Timur Miroshnychenko és Tetyana Terekhova                                                                             | Nem volt        | Olena Zelinchenko                                    | Ruslana           |
| 2012 | Baku       | Timur Miroshnychenko és Tetyana Terekhova                                                                             | Nem volt        | Olena Zelinchenko                                    | Oleksiy Matias    |
| 2013 | Malmö      | Timur Miroshnychenko és Tetyana Terekhova                                                                             | Nem volt        | Olena Zelinchenko                                    | Oleksiy Matias    |
| 2014 | Koppenhága | Timur Miroshnychenko és Tetyana Terekhova                                                                             | Nem volt        | Olena Zelinchenko                                    | Zlata Ognevich    |
| 2015 | Bécs       | Timur Miroshnychenko és Tetyana Terekhova                                                                             | Nem volt        | Nem volt                                             | Nem vettek részt  |
| 2016 | Stockholm  | Timur Miroshnychenko és Tetyana Terekhova                                                                             | Nem volt        | Olena Zelinchenko                                    | Verka Serduchka   |
| 2017 | Kijev      | Andrii Horodyskyi és Tetyana Terekhova                                                                                | Nem volt        | Olena Zelinchenko                                    | Zlata Ognevich    |
| 2018 | Lisszabon  | Mariya Yaremchuk (első elődöntő) Alyosha (második elődöntő) Jamala (döntő) Timur Miroshnychenko (összes adás)         | Serhiy Prytula  | Olena Zelinchenko                                    | Nata Zhyzhchenko  |
| 2019 | Tel-Aviv   | Timur Miroshnychenko                                                                                                  | Serhiy Prytula  | Nem volt                                             | Nem vettek részt  |
| 2021 | Rotterdam  | Timur Miroshnychenko                                                                                                  | Serhiy Prytula  | Olena Zelinchenko (UR1)                              | Tayanna           |
| 2021 | Rotterdam  | Timur Miroshnychenko                                                                                                  | Serhiy Prytula  | Anna Zakletska és Dmytro Zakharchenko (Radio Promin) | Tayanna           |
| 2022 | Torino     | Timur Miroshnychenko                                                                                                  | Nem volt        | Timur Miroshnychenko                                 | Kateryna Pavlenko |
| 2023 | Liverpool  | Timur Miroshnychenko                                                                                                  | Nem volt        | Timur Miroshnychenko                                 | Zlata Ognevich    |
| 2024 | Malmö      | Timur Miroshnychenko (összes adás) Vasyl Baidak (döntő)                                                               | Nem volt        | Dmytro Zakharchenko és Lesia Antypenko               | Jamala            |
| 2025 | Bázel      | Olexandr Pedan (első elődöntő) Vlad Kuran (második elődöntő) Alyona Alyona (döntő) Timur Miroshnychenko (összes adás) | Nem volt        |                                                      | Jerry Heil        |

## Díjak

### Marcel Bezençon-díj
| Kategória     | Év   | Előadó          | Dal                  | Zeneszerző(k) Szöveg / zene                                | Eredmény az Eurovízión | Eredmény az Eurovízión | Helyszín  |
| Kategória     | Év   | Előadó          | Dal                  | Zeneszerző(k) Szöveg / zene                                | Helyezés               | Pontszám               | Helyszín  |
| ------------- | ---- | --------------- | -------------------- | ---------------------------------------------------------- | ---------------------- | ---------------------- | --------- |
| Sajtódíj      | 2007 | Verka Serduchka | Dancing Lasha Tumbai | Andriy Danylko                                             | 2.                     | 235                    | Helsinki  |
| Művészeti díj | 2004 | Ruslana         | Wild Dances          | Ruslana Lyzhychko és Oleksandr Ksenofontov                 | 1.                     | 280                    | Isztambul |
| Művészeti díj | 2008 | Ani Lorak       | Shady Lady           | Karen Kavaleryan, Philipp Kirkorov és Dimitris Kontopoulos | 2.                     | 230                    | Belgrád   |
| Művészeti díj | 2016 | Jamala          | 1944                 | Jamala és Art Antonyan                                     | 1.                     | 534                    | Stockholm |

### ESC Radio Awards
| Kategória          | Év   | Előadó    | Dal        | Eredmény az Eurovízión | Eredmény az Eurovízión | Helyszín |
| Kategória          | Év   | Előadó    | Dal        | Helyezés               | Pontszám               | Helyszín |
| ------------------ | ---- | --------- | ---------- | ---------------------- | ---------------------- | -------- |
| Legjobb női előadó | 2008 | Ani Lorak | Shady Lady | 2.                     | 230                    | Belgrád  |

## Galéria

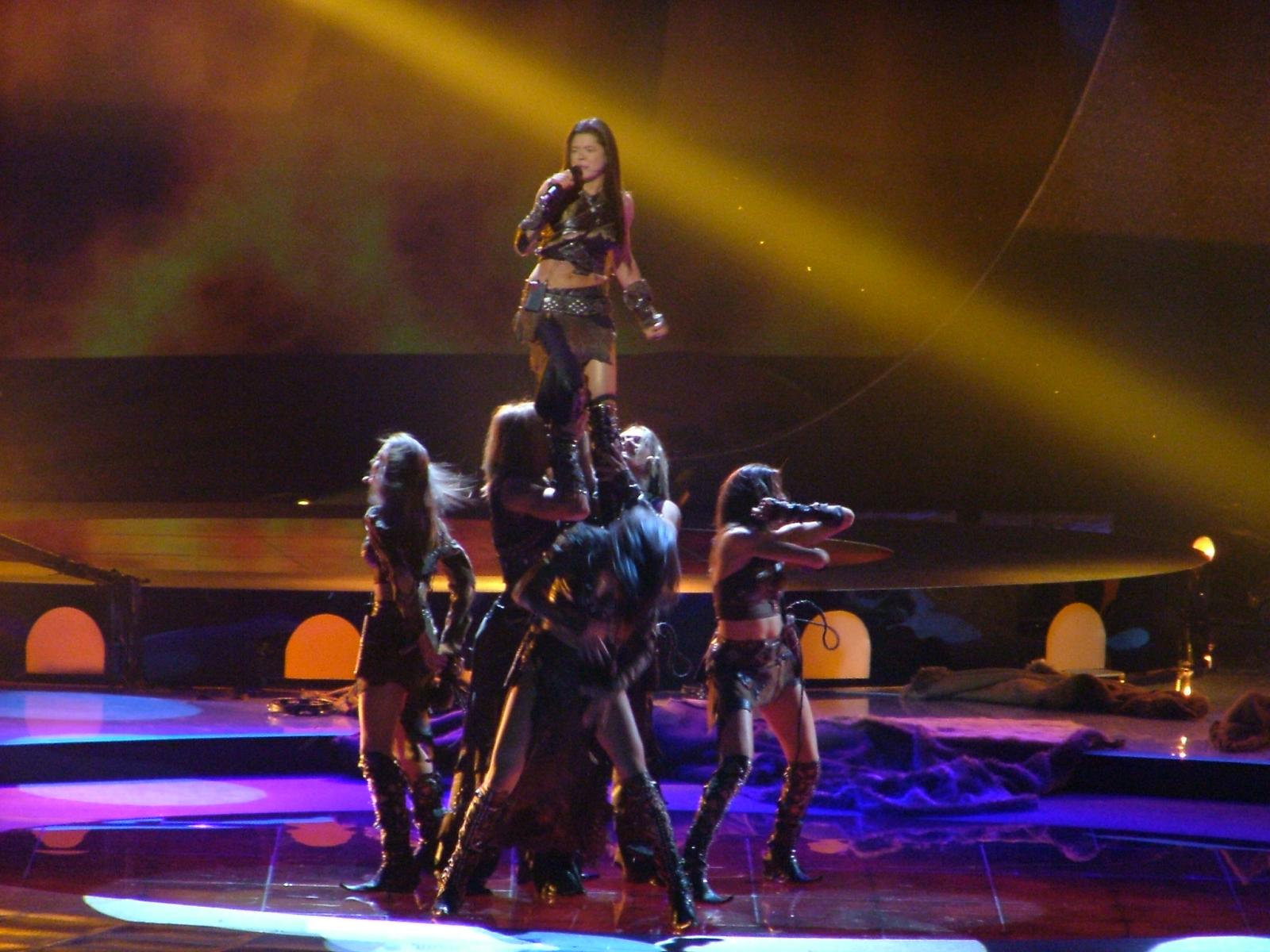
Ruslana Isztambulban (2004)
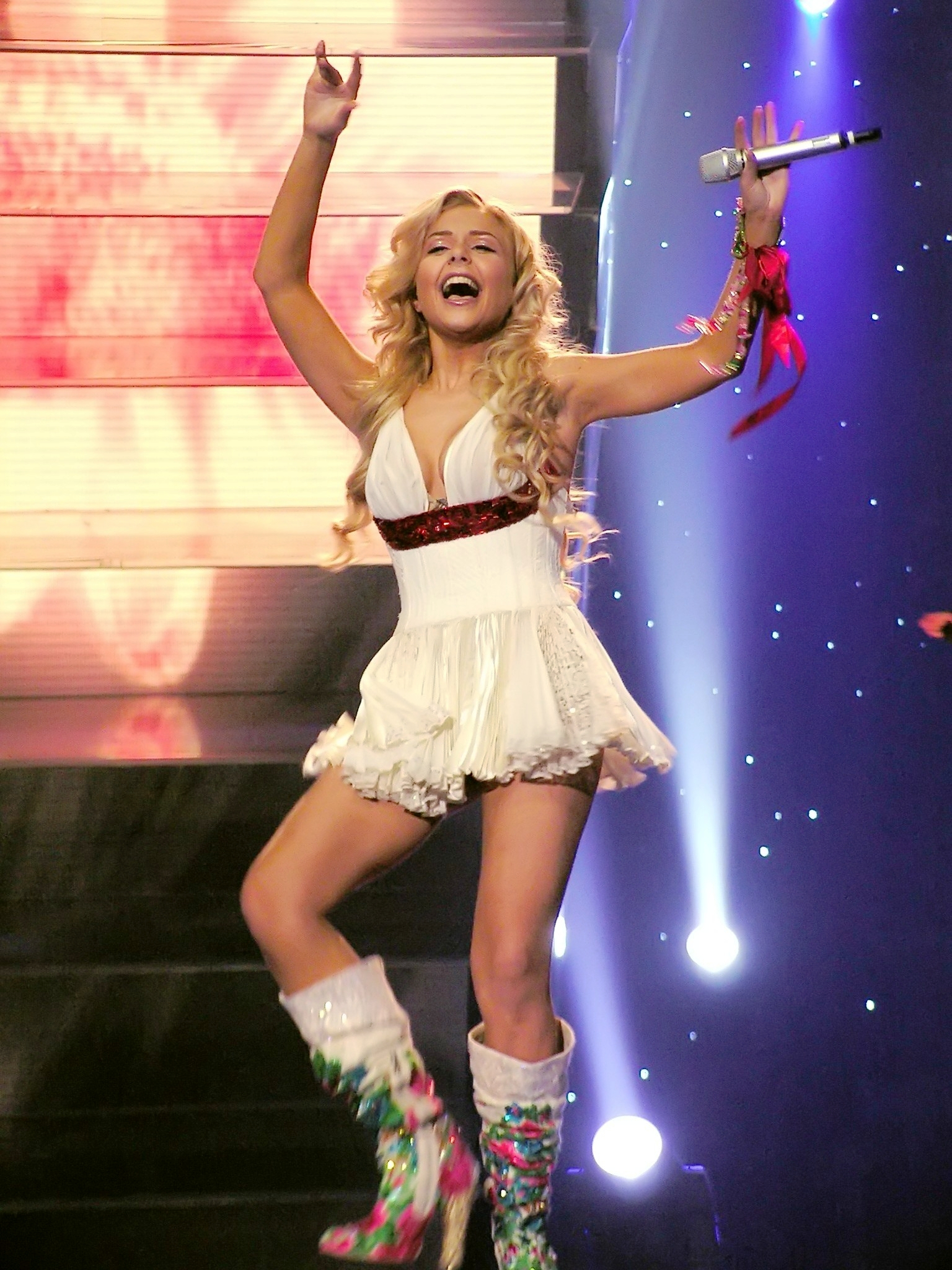
Tina Karol Athénban (2006)
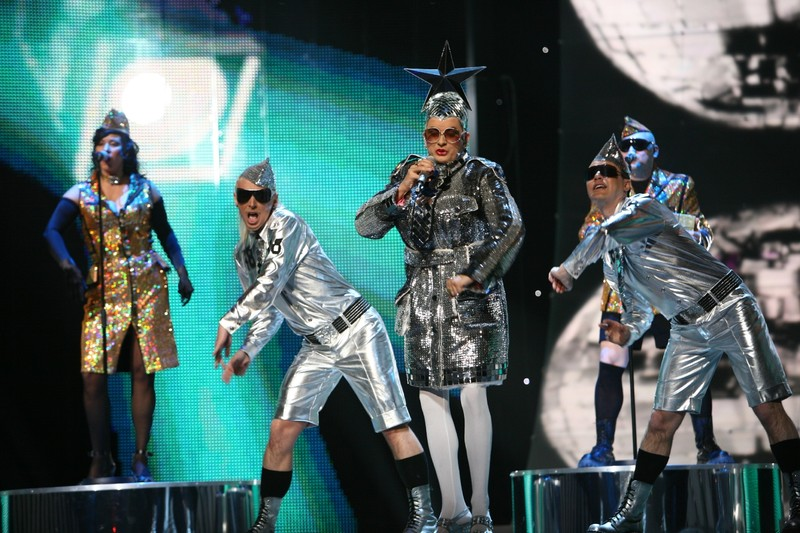
Verka Serduchka Helsinkiben (2007)
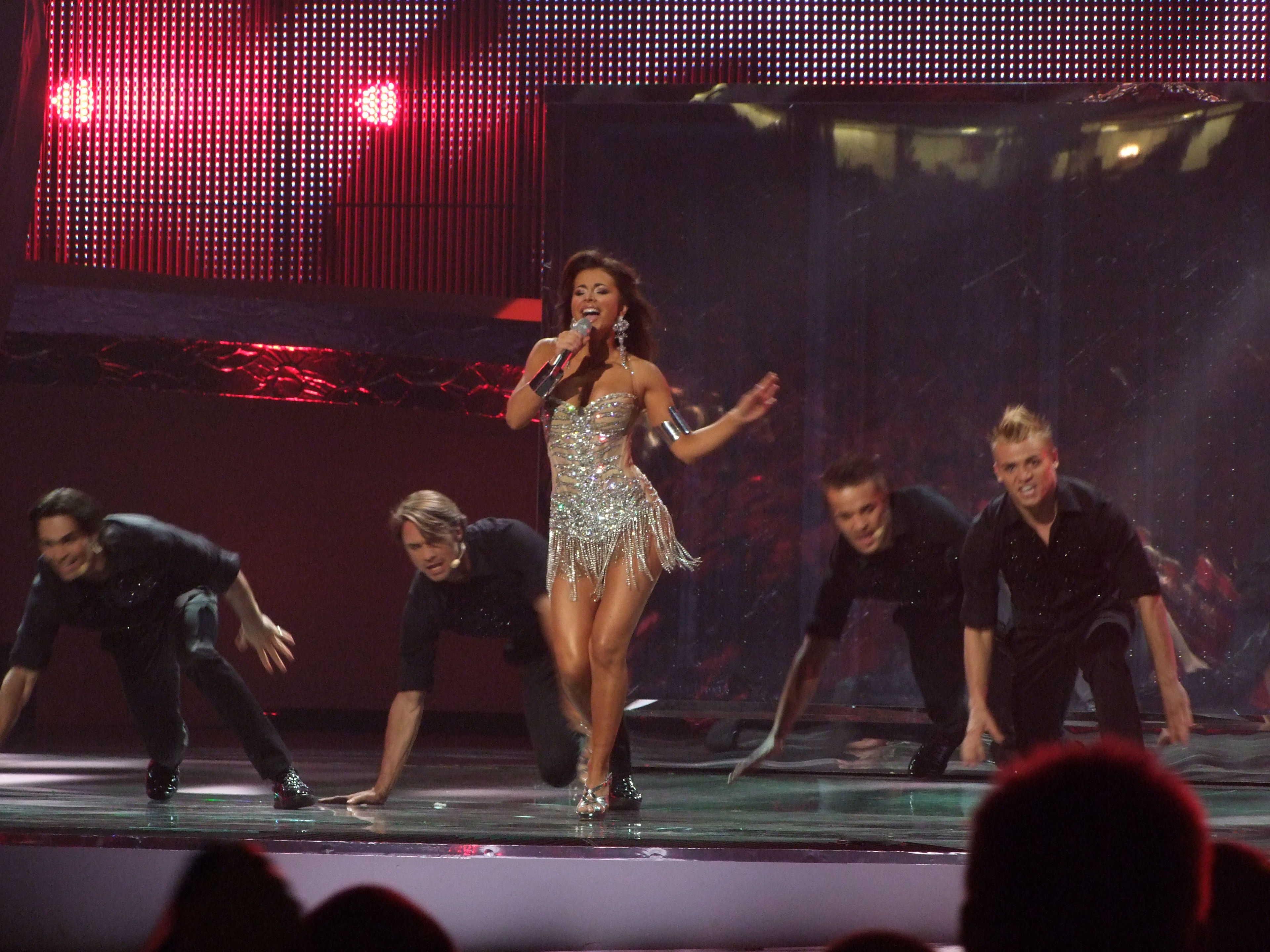
Ani Lorak Belgrádban (2008)
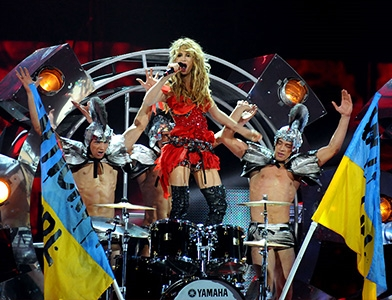
Svetlana Loboda Moszkvában (2009)
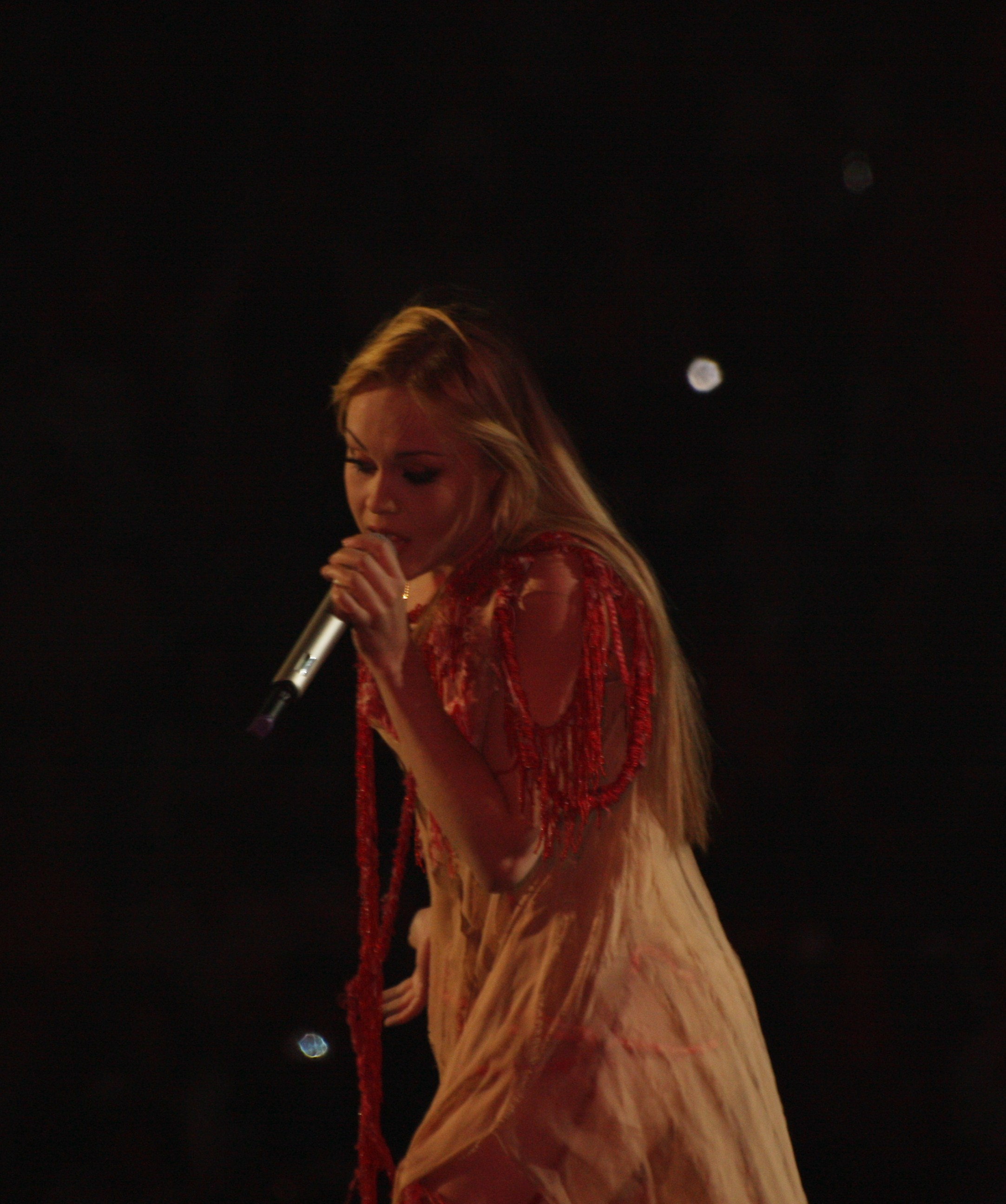
Alyosha Oslóban (2010)
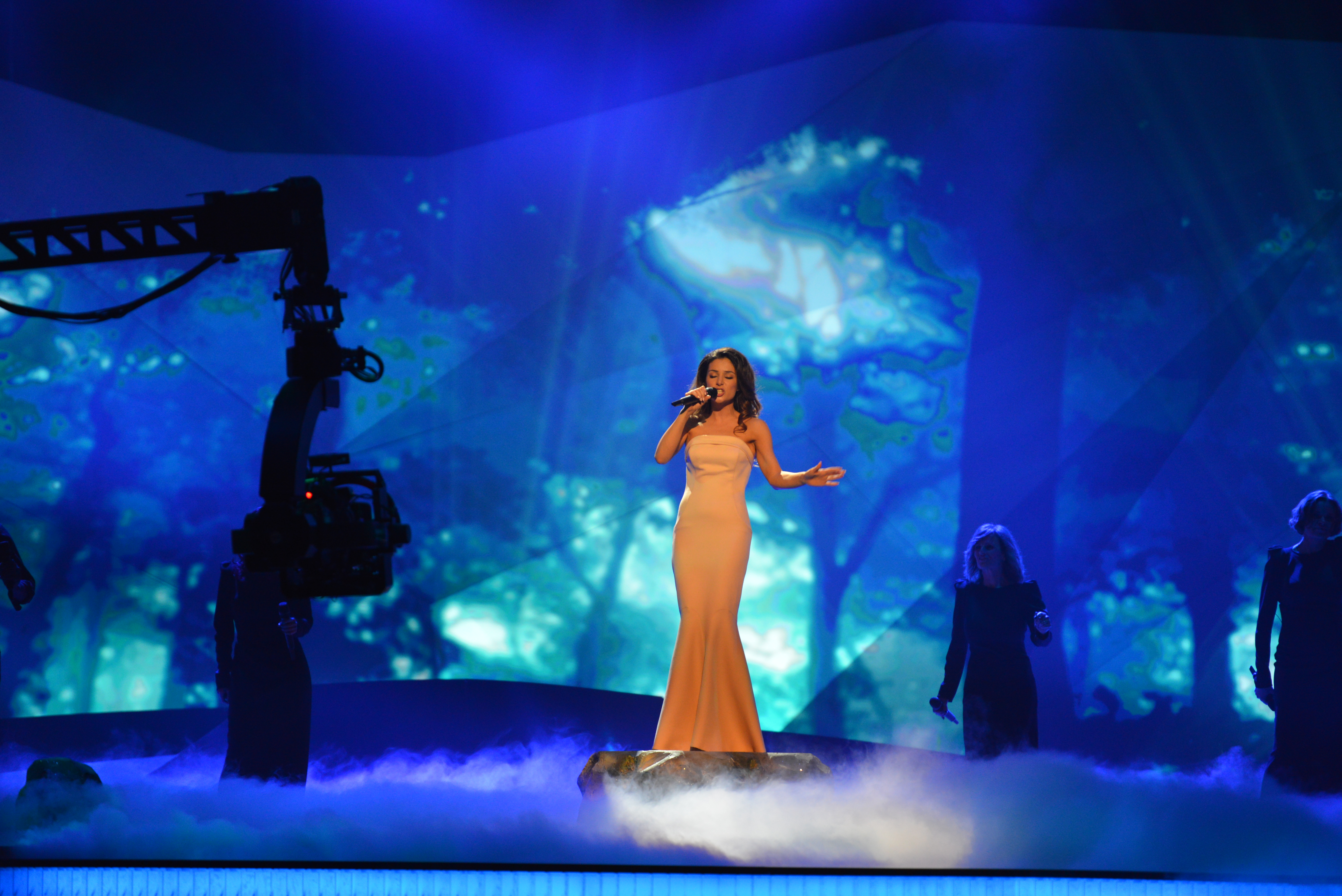
Zlata Ognevich Malmőben (2013)
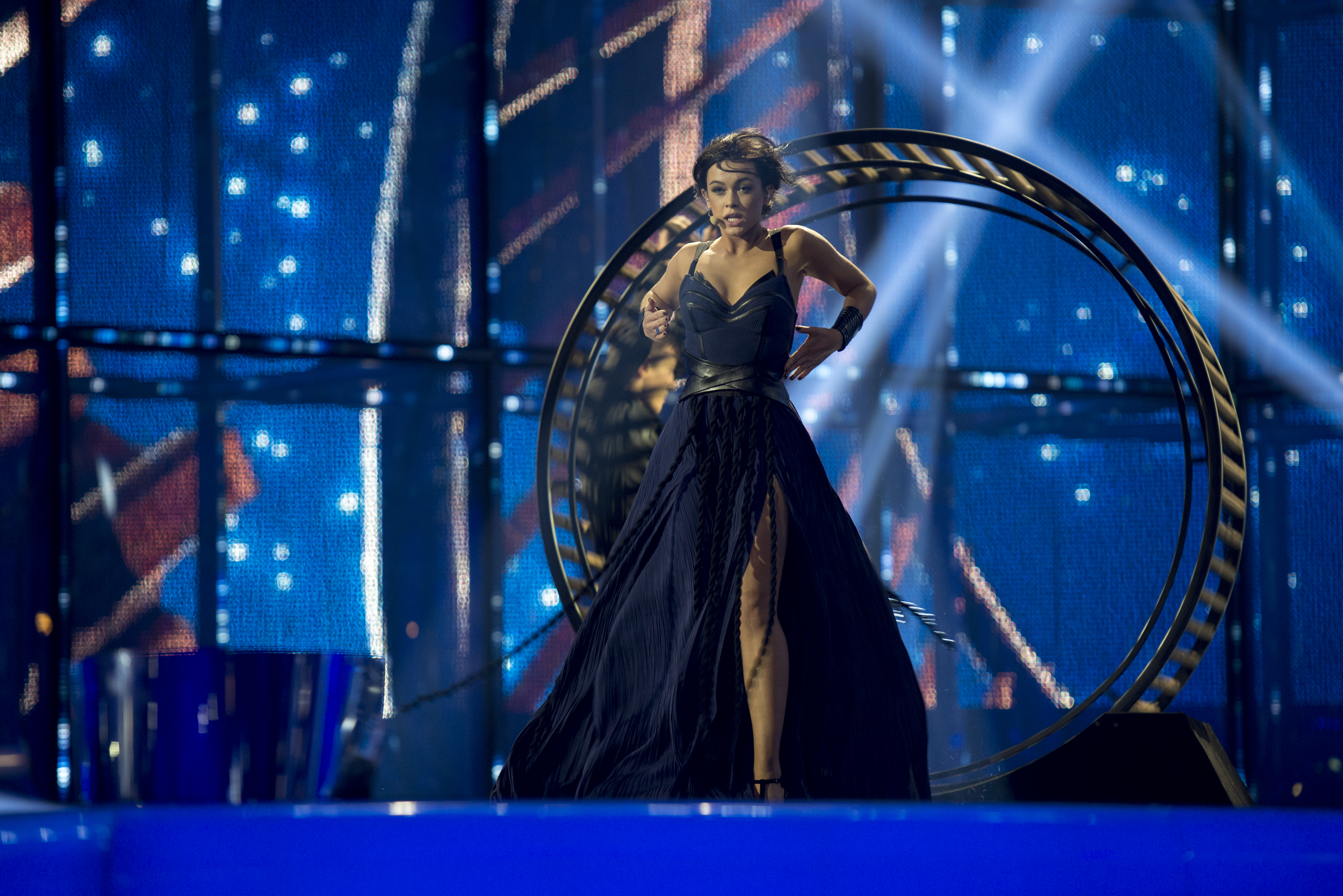
Mariya Yaremchuk Koppenhágában (2014)
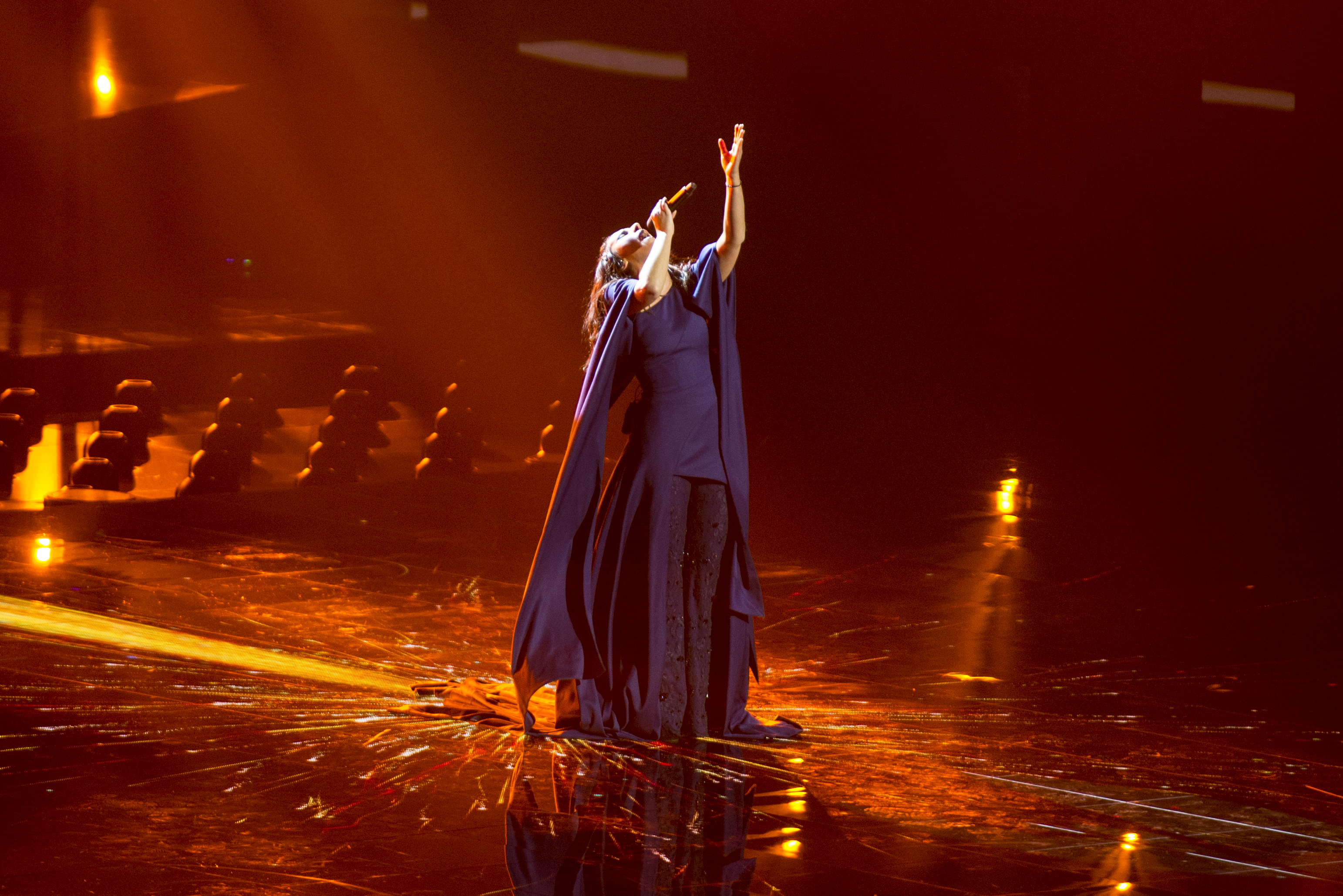
Jamala Stockholmban (2016)
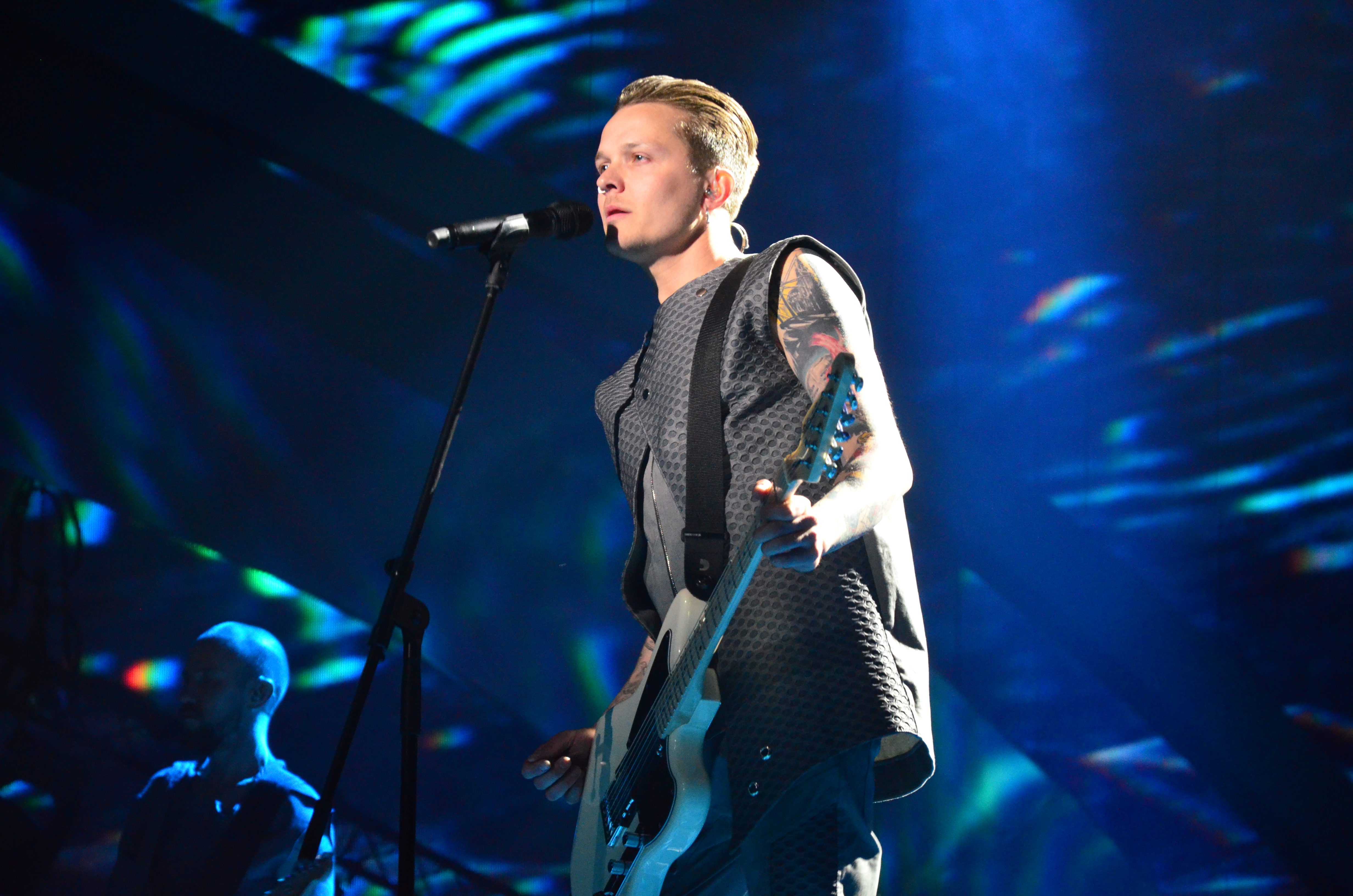
O.Torvald Kijevben (2017)
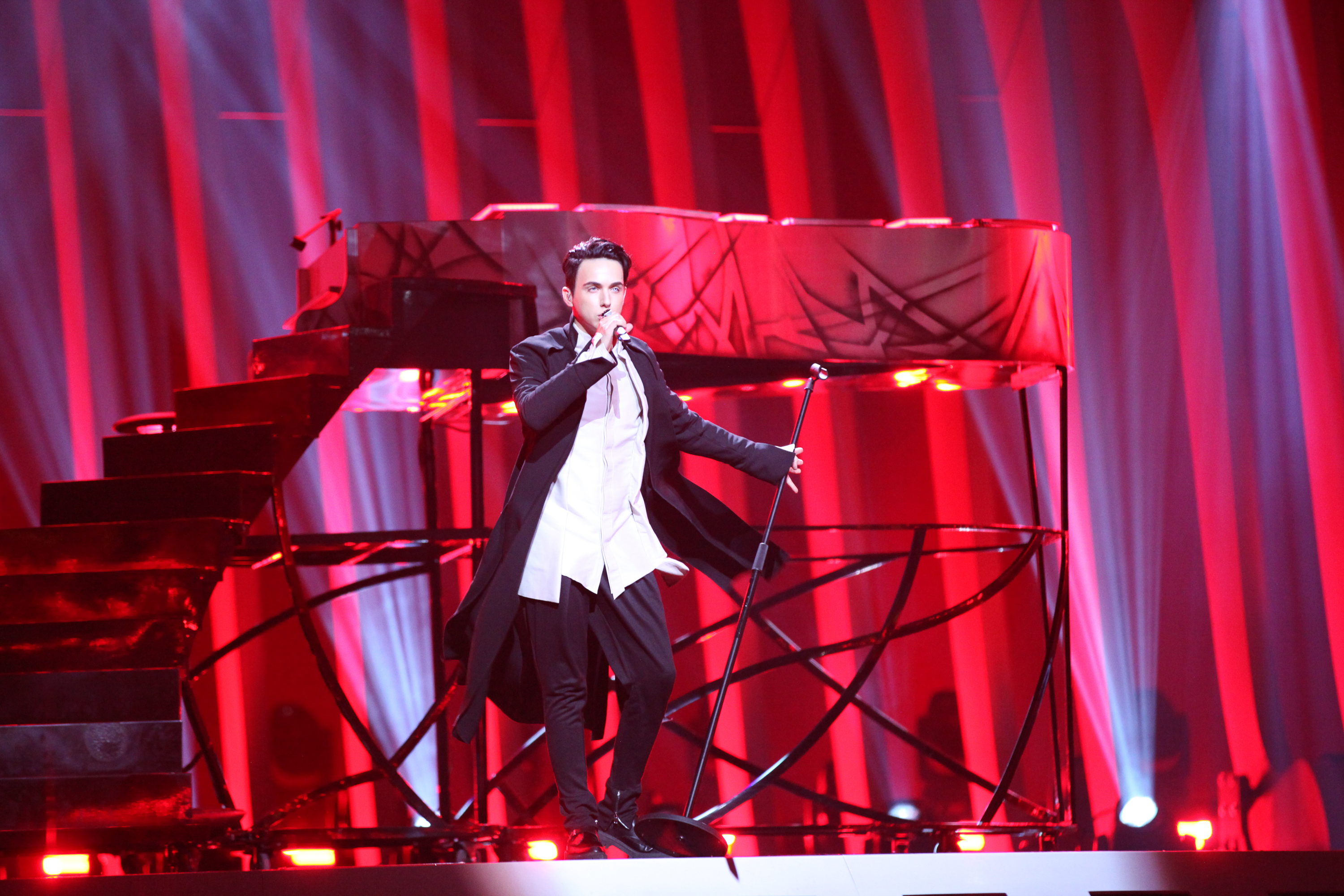
MELOVIN Lisszabonban (2018)
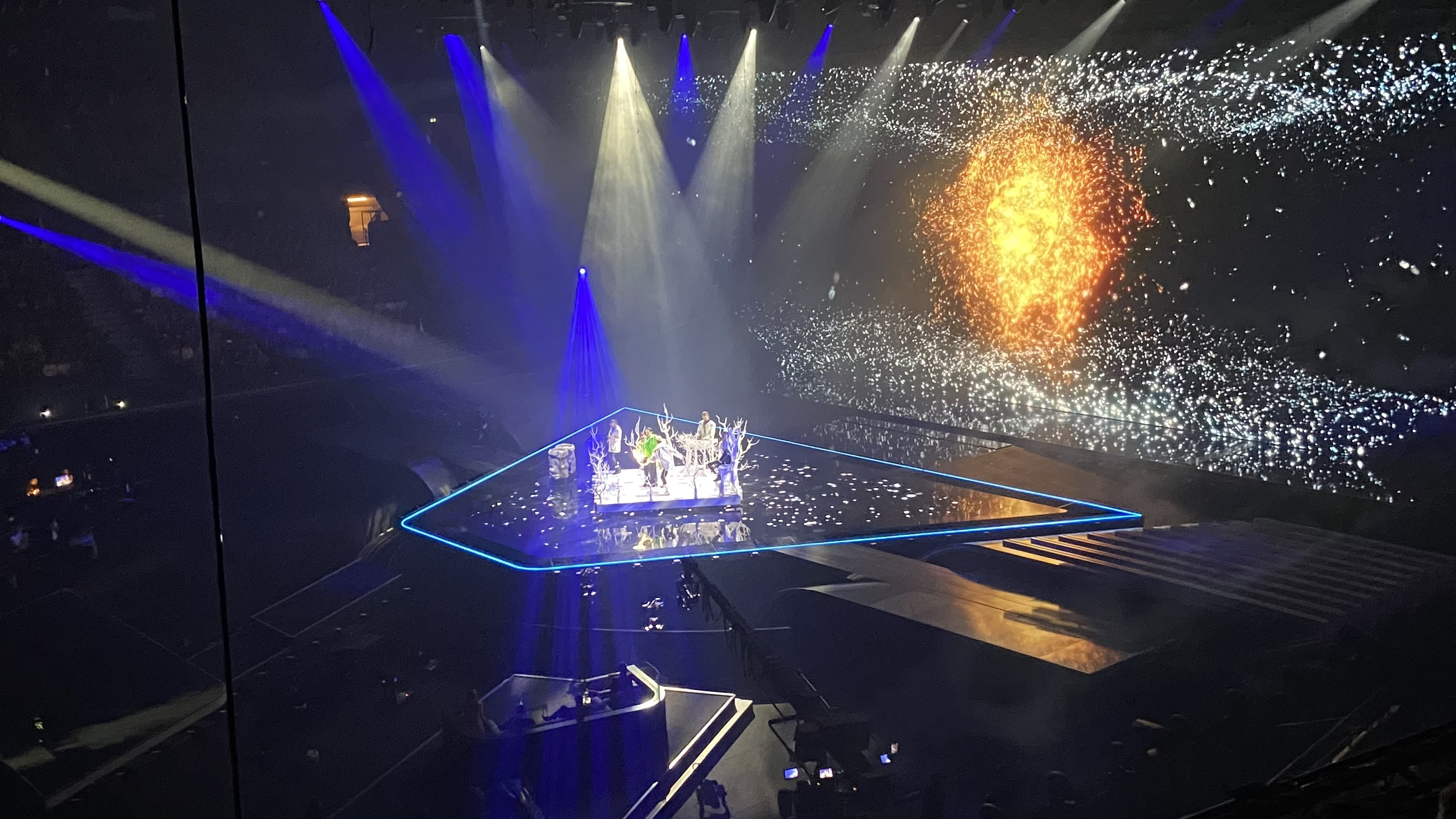
A Go A Rotterdamban (2021)
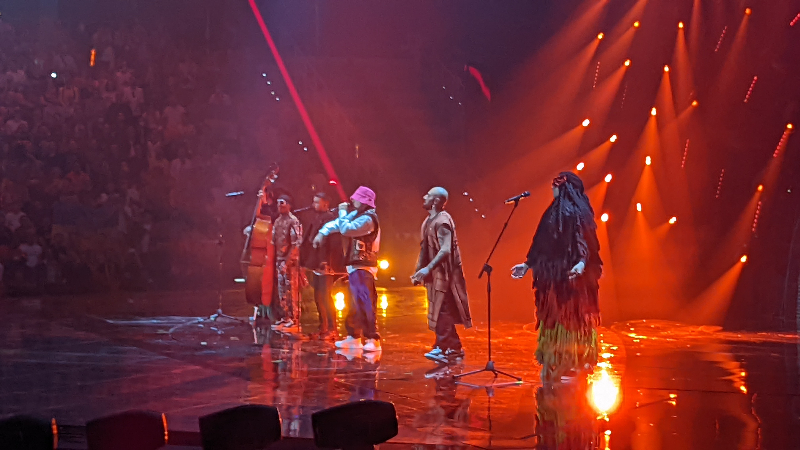
A Kalush Orchestra Torinóban (2022)
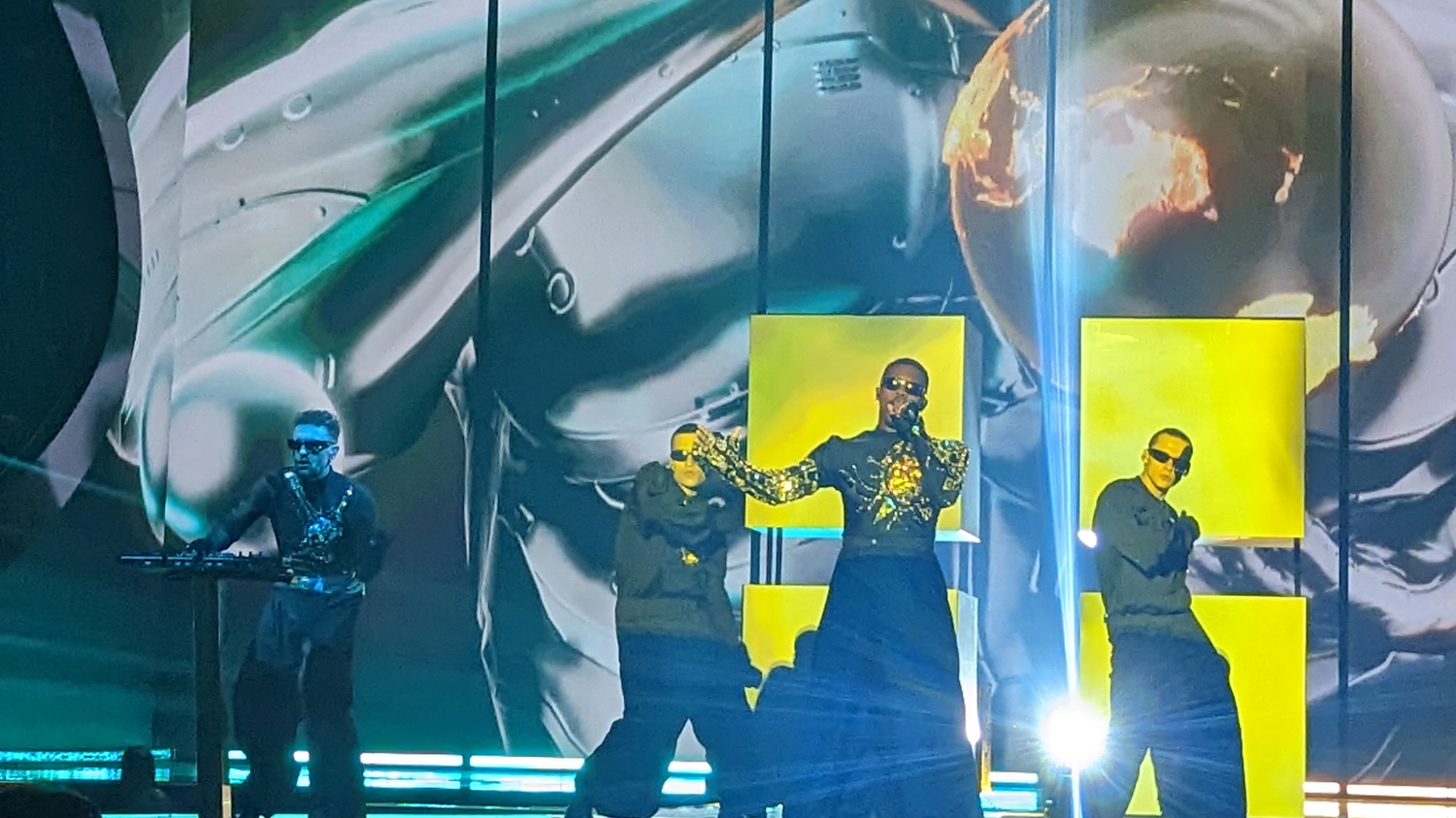
A Tvorchi Liverpoolban (2023)
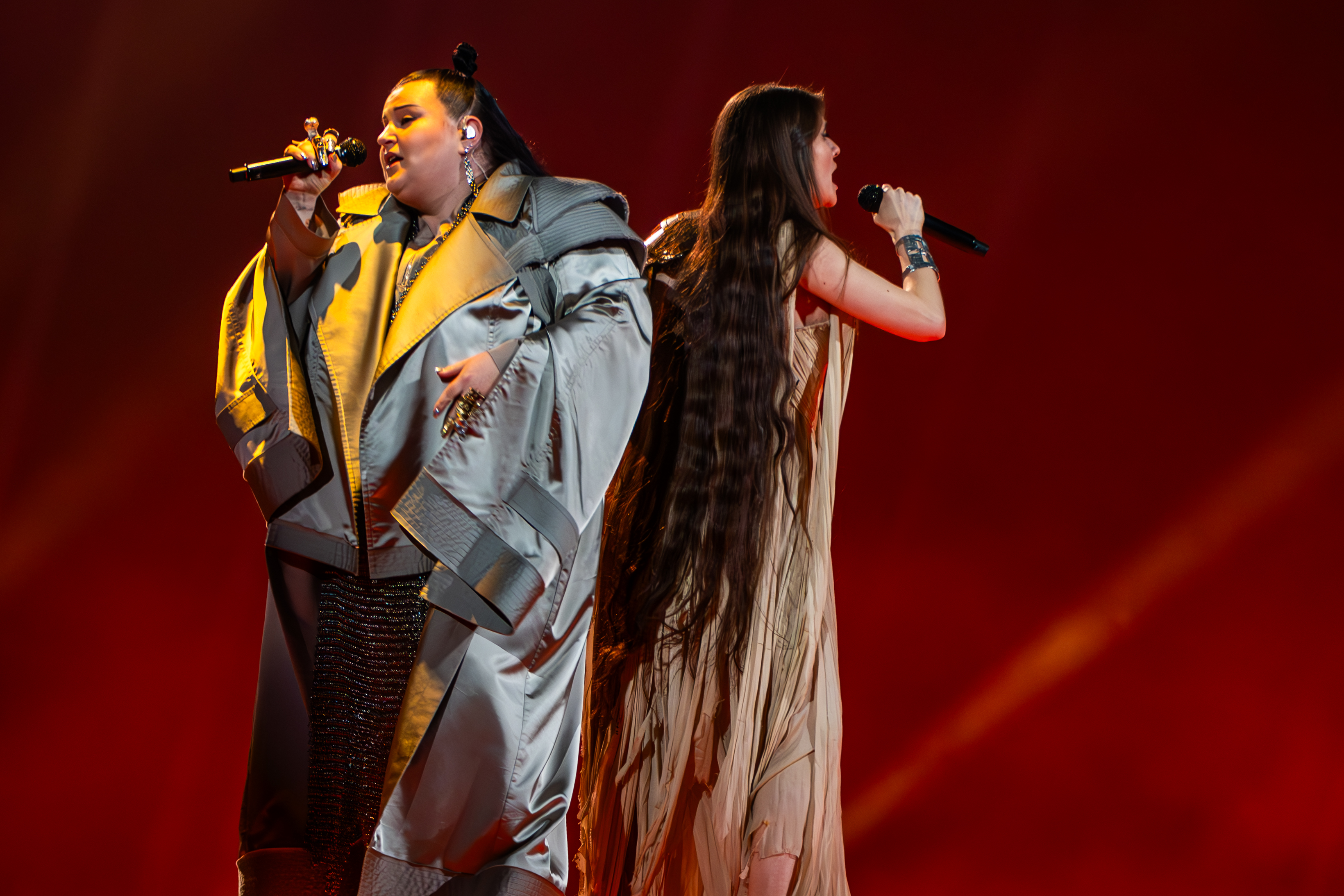
Alyona Alyona és Jerry Heil Malmőben (2024)
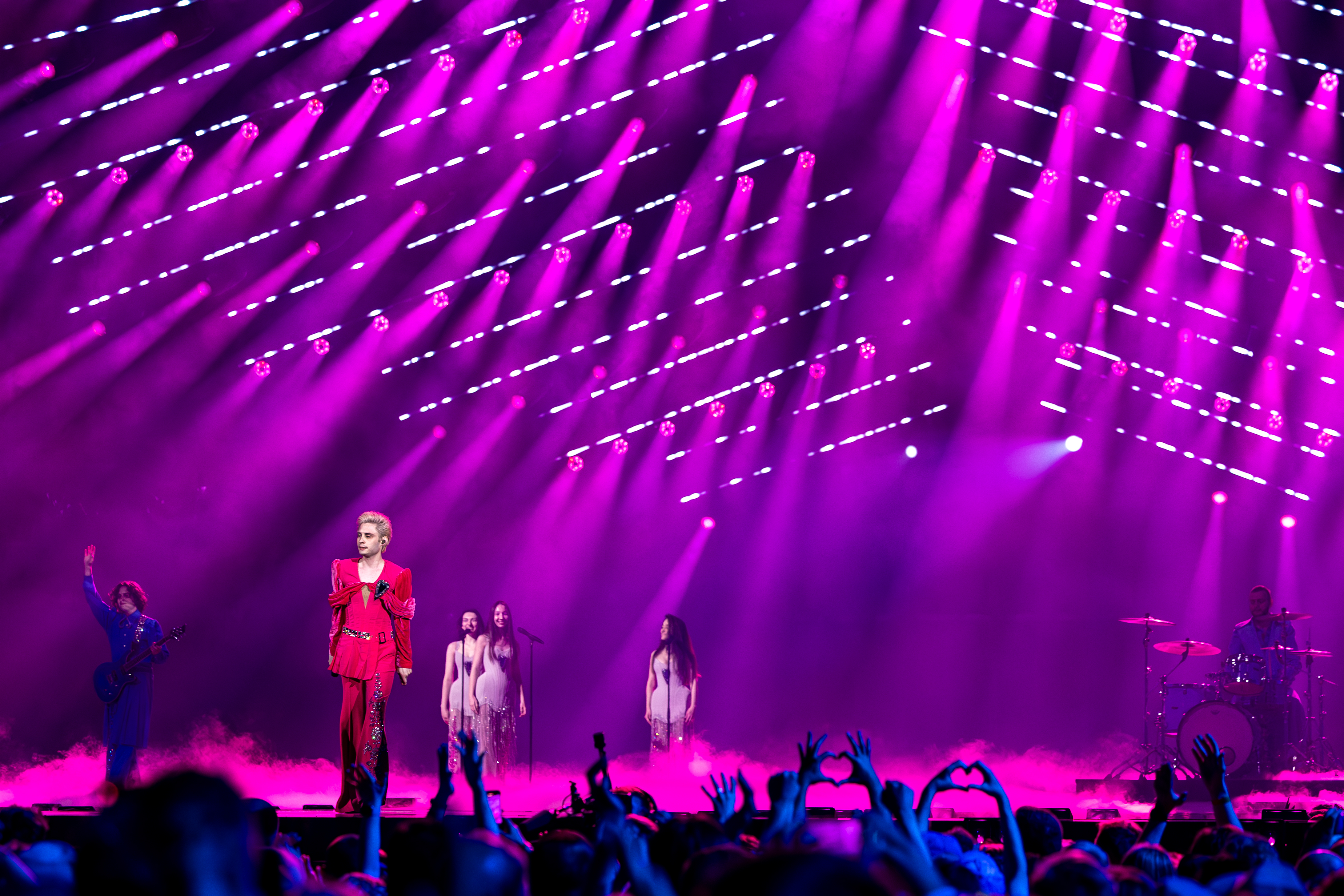
A Ziferblat Bázelben (2025)

## Lásd még
- Ukrajna a Junior Eurovíziós Dalfesztiválokon